# 迎新乡
迎新乡，是中华人民共和国四川省绵阳市安州区曾经下辖的一个乡。2019年12月，撤销迎新乡，将其所属行政区域划归河清镇管辖。

## 行政区划
迎新乡撤销前下辖以下地区：
红牌楼社区、月峰村、卧龙村、皇觉村、大溪村、七一村、铜锣村和马灵村。